# Zadra (kolejka górska)
Zadra – najwyższa na świecie hybrydowa (stalowo-drewniana) kolejka górska typu hyper coaster otwarta 22 sierpnia 2019 roku w parku rozrywki Energylandia w Polsce, zbudowana przez amerykańskie przedsiębiorstwo Rocky Mountain Construction przy współpracy z europejskim przedstawicielem firmy – Vekomą. Do czasu otwarcia w Stanach Zjednoczonych 11 marca 2022 roku roller coastera o identycznej wysokości 62,8 m, Iron Gwazi, Zadra była także najszybszym (121 km/h) i najbardziej stromym (90°) roller coasterem hybrydowym na świecie (nowy rekord to odpowiednio 122,3 km/h oraz 91°). Pierwszy egzemplarz modelu I-Box zbudowany od podstaw, niebędący modernizacją starej drewnianej kolejki górskiej. Całkowity koszt budowy wyniósł 61,5 mln zł, z czego 20 mln zł pokryto z dofinansowania uzyskanego z Funduszy Europejskich.

## Historia
W grudniu 2017 roku park ogłosił wyniki przetargu na budowę trzech nowych kolejek górskich do 2020 roku, w tym drewnianej kolejki górskiej.
W dniu 27 października 2018 roku park zwołał konferencję prasową, na której ogłosił budowę nowej strefy tematycznej Smoczy Gród, którego główną atrakcją będzie nowy drewniany roller coaster.
W listopadzie 2018 roku Alan Schilke, jeden z projektantów, potwierdził w wywiadzie udzielonym w ramach targów IAAPA, że Zadra będzie pierwszą kolejką górską RMC wykonaną w technologii I-Box Track budowaną od podstaw i nie będącą modernizacją istniejącej drewnianej kolejki.
W kolejnym wywiadzie udzielonym pod koniec listopada 2018 roku A. Schilke potwierdził, że Zadra odbierze rekord najszybszej i najwyższej kolejce hybrydowej świata – Steel Vengeance w parku Cedar Point (62,5 m, 119,1 km/h) – oraz wyrówna jej rekord największego kąta pierwszego spadku (90°) na kolejce hybrydowej.
W listopadzie 2018 roku rozpoczęła się budowa fundamentów pod podpory kolejki.
W grudniu 2018 roku na swoje miejsce trafiła drewniana konstrukcja pierwszych podpór roller coastera.
W styczniu 2019 roku magazyn branżowy First Drop wydawany przez klub European Coaster Club podał, że wysokość kolejki wyniesie ok. 62,8 m, a długość ok. 1 300 m.
W lutym 2019 na plac budowy dostarczone zostały pierwsze fragmenty toru kolejki.
W nocy z 10 na 11 marca 2019 roku konstrukcja nieukończonej kolejki została uszkodzona w wyniku działania porywistego wiatru, którego prędkość dochodziła do ok. 110 km/h. Następnego dnia park poinformował, że rozpoczęło się sprzątanie placu budowy, a termin otwarcia roller coastera w 2020 roku nie jest zagrożony.
21 maja 2019 roku zainstalowany został najwyższy element konstrukcji podpierającej główne wzniesienie kolejki.
Pod koniec maja 2019 roku zespół budujący kolejkę został poszerzony o osoby biorące do tej pory udział w budowie kolejki Untamed w parku Walibi Holland, która zakończyła się 16 maja.
W czerwcu 2019 zainstalowano ostatni stalowy element głównego wzniesienia, pierwszy spadek oraz większość drewnianych podpór wraz z fragmentami toru.
W pierwszej połowie lipca 2019 roku zainstalowane zostały tory głównej inwersji roller coastera: zero-g-stall.
22 lipca 2019 roku zainstalowany został ostatni fragment toru kolejki.
5 sierpnia 2019 roku na tor trafił pierwszy z dwóch pociągów kolejki.
15 sierpnia 2019 roku odbył się pierwszy przejazd testowy.
19 sierpnia 2019 roku park ogłosił datę otwarcia kolejki – 22 sierpnia 2019 roku – oraz przedstawił nagranie z przejazdu testowego.
22 sierpnia 2019 roku kolejka została otwarta dla gości parku.
10 września 2022 roku Zadra znalazła się na 26. miejscu rankingu 50 najlepszych stalowych kolejek górskich świata czasopisma Amusement Today i jako pierwszy polski roller coaster otrzymał nagrodę Golden Ticket Award.

## Technologia budowy

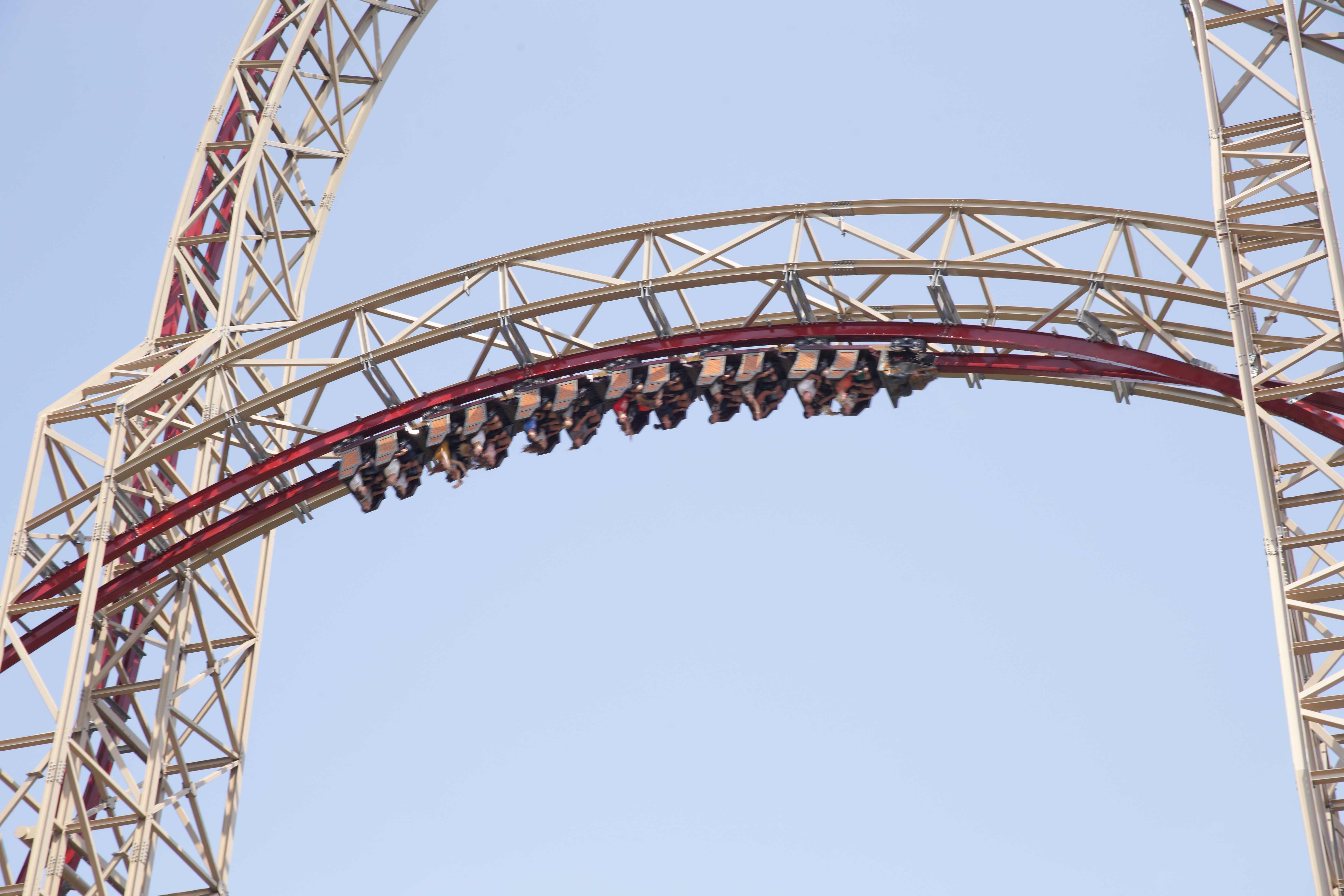
Zero-g-stall

Zadra stanowi egzemplarz modelu I-Box firmy RMC. Model ten charakteryzuje się całkowicie stalową konstrukcją szyn i łączników, które mogą być podparte zarówno stalowymi, jak i drewnianymi podporami, w przeciwieństwie do klasycznej drewnianej kolejki górskiej, w przypadku których szyna posiada drewnianą podstawę (ang. stack), pokrytą z wierzchu cienką blachą stalową (ang. running steel).
W swojej kampanii reklamowej, uruchomionej z okazji otwarcia roller coastera, park błędnie określił Zadrę jako kolejkę górską drewnianą (ang. wooden coaster), podczas gdy według standardów branży model I-Box stanowi kolejkę górską stalową (stalowy tor) o hybrydowej konstrukcji podpór (stalowo-drewnianej). Niejasna była również sytuacja dotycząca ostatecznej wysokości konstrukcji, którą park określał w swoich materiałach jako 61, 63, a nawet 63,8 m. Podana wysokość 62,8 m pochodzi z wywiadu udzielonego w 2018 roku magazynowi branżowemu First Drop przez projektanta kolejki, Alana Schilke. W 2021 roku producent atrakcji potwierdził wymienione w wywiadzie parametry techniczne.

## Opis przejazdu

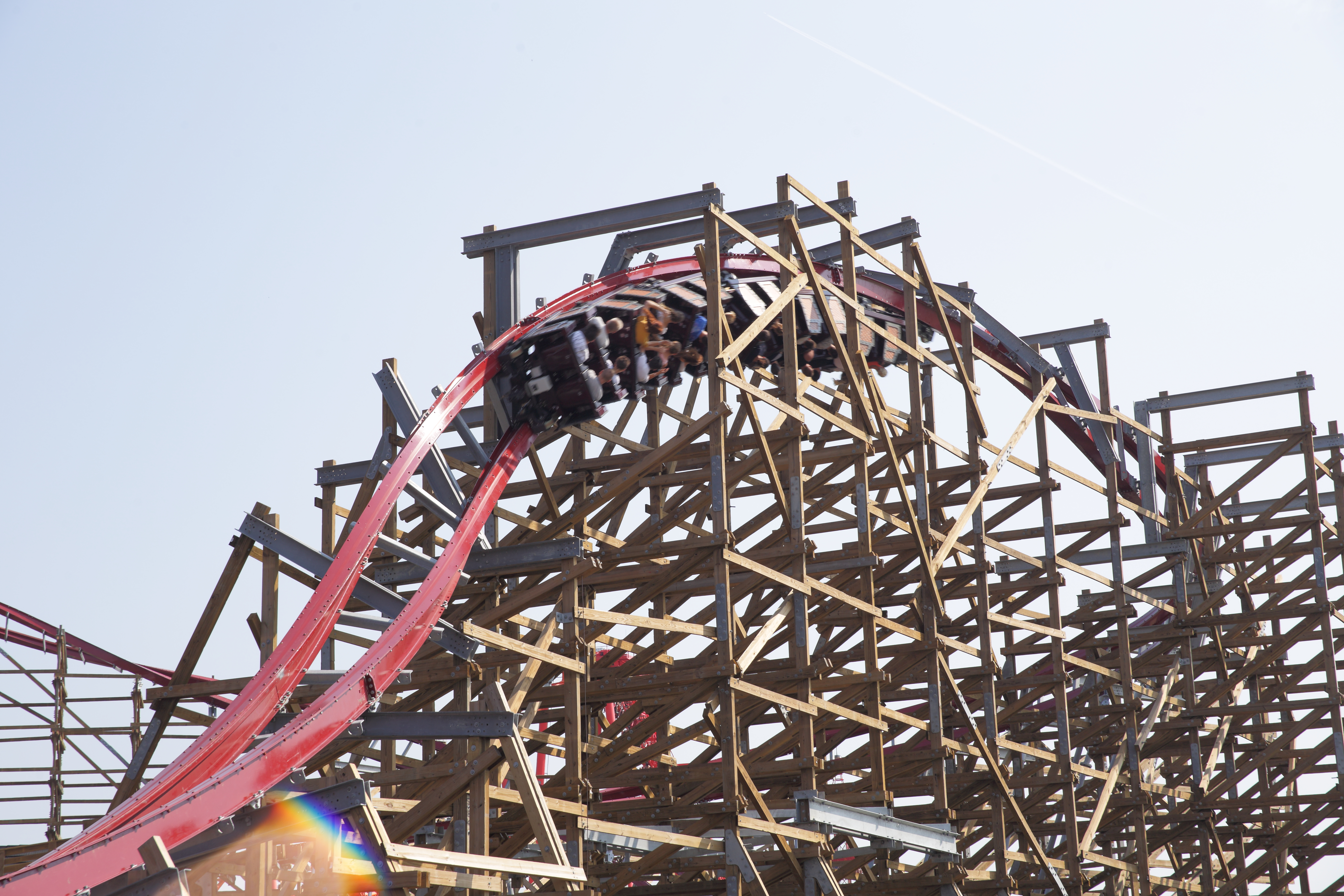
Zero-g-roll

Pociąg opuszcza stację i wykonuje skręt o 100° w prawo, po czym rozpoczyna wjazd na główne wzniesienie o wysokości 62,8 m, z którego zjeżdża pod kątem 90°. Następnie pokonuje długie i niskie wzniesienie z jednoczesnym lekkim skrętem w prawo, po czym wykonuje nawrót o 180° w lewo w połączeniu z ujemnymi przeciążeniami (tzw. airtime) i zjazdem w postaci slalomu. Po wykonaniu lekkiego skrętu w prawo pociąg pokonuje pierwszą inwersję, tj. zero-g-stall, stanowiący wzniesienie z nieważkością (0 g) pokonywane w pozycji odwróconej, z jednoczesnym przejazdem przez dwa niewielkie otwory w podporach pierwszego spadku (keyhole, "dziurka od klucza"). Następnie pociąg wykonuje skręt w lewo o 270°, w połowie drogi pochylając się na zewnątrz, zamiast do wewnątrz, co generuje przeciążenia ujemne (wave turn), po czym skręca w prawo o 90°, przejeżdża przez kolejną "dziurkę od klucza" i pokonuje wzniesienie z silnymi przeciążeniami ujemnymi (ejector airtime hill). Następnie pokonuje drugą inwersję – step-up under flip – stanowiący podjazd na wzniesienie z jednoczesnym obrotem o 270° w lewo, a następnie zjazd w prawo z nawrotem o 180° wewnątrz gęstej struktury drewnianych podpór. Następnie pociąg pokonuje resztę zjazdu ze wzniesienia w dwóch etapach (double down), niskie wzniesienie w kształcie litery S (s-turn with airtime) oraz ostatnią inwersję (prawoskrętny 270° zero-g-roll), skręca w lewo o 90°, zostaje wyhamowany i powraca na stację. W wielu miejscach tor zbliża się na niewielką odległość do podpór kolejki, dając złudzenie nadchodzącego zderzenia z głowami pasażerów (tzw. headchopper).

## Tematyzacja
Zadra stanowi część strefy tematycznej parku pod nazwą Smoczy Gród, stylizowanej na średniowieczną osadę z elementami znanymi ze światów literatury fantasy. Podpory w naturalnym kolorze drewna, tor ciemnoczerwony. Przód pociągu stylizowany na głowę smoka wykonaną z drewna i metalu.

## Miejsce w rankingach
W 2022 roku Zadra trafiła do rankingu 50 najlepszych stalowych kolejek górskich świata czasopisma Amusement Today i jako pierwsza polska kolejka górska otrzymała nagrodę Golden Ticket Award.
| Golden Ticket Awards – Top 50 stalowych kolejek górskich | Golden Ticket Awards – Top 50 stalowych kolejek górskich | Golden Ticket Awards – Top 50 stalowych kolejek górskich | Golden Ticket Awards – Top 50 stalowych kolejek górskich | Golden Ticket Awards – Top 50 stalowych kolejek górskich | Golden Ticket Awards – Top 50 stalowych kolejek górskich |
| -------------------------------------------------------- | -------------------------------------------------------- | -------------------------------------------------------- | -------------------------------------------------------- | -------------------------------------------------------- | -------------------------------------------------------- |
| 2019                                                     | 2020                                                     | 2021                                                     | 2022                                                     | 2023                                                     | 2024                                                     |
| –                                                        | ×                                                        | –                                                        | 26                                                       | 32                                                       | 8                                                        |

Ze względu na zbyt późną datę otwarcia, roller coaster Zadra nie mógł zostać wpisany do rankingu European Star Award dziesięciu najlepszych nowych kolejek górskich otwartych w 2019 roku w Europie. Nagroda za pierwsze miejsce trafiła w 2019 roku do roller coastera Untamed w parku Walibi Holland, zbudowanego przez tego samego producenta.
Zadra zajęła 1. miejsce w rankingu World of Parks Awards najlepszych dużych kolejek górskich w Europie w 2020 roku na podstawie głosów gości europejskich parków rozrywki.
| European Star Award – Top 10 stalowych kolejek górskich w Europie | European Star Award – Top 10 stalowych kolejek górskich w Europie | European Star Award – Top 10 stalowych kolejek górskich w Europie | European Star Award – Top 10 stalowych kolejek górskich w Europie |
| ----------------------------------------------------------------- | ----------------------------------------------------------------- | ----------------------------------------------------------------- | ----------------------------------------------------------------- |
| 2019                                                              | 2020                                                              | 2021                                                              | 2022                                                              |
| –                                                                 | 3                                                                 | ×                                                                 | 3                                                                 |